# Торчинський Антон Пилипович
Торчинський Антон Пилипович (10 травня 1929, с. Вербовець, Мурованокуриловецький район, Вінницька область — 28 червня 2012, м.Чернівці) — український винахідник та раціоналізатор, висококваліфікований спеціаліст з експлуатації автотранспорту: технік-механік, майстер, інженер з безпеки руху, інженер по рацроботі та новій техніці, начальник виробництва Чернівецького автотранспортного підприємства АТП-25021 (1959—1978), майстер транспортного цеху Чернівецького ВО «Електронмаш» (1979—1993), Заслужений раціоналізатор України (2011), учасник Другої світової війни.

## Біографічні відомості
Торчинський Антон Пилипович, українець, народився 10 травня 1929 року в селі Вербовець Мурованокуриловецького району Вінницької області в багатодітній сім'ї робітників. Його батько — Торчинський Пилип Іванович, 1885 року народження, працював в колгоспі «Червоний шлях» столяром, викладав уроки праці у Вербовецькій середній школі; у 1933 році помер. Мати — Торчинська Марія Іванівна, 1884 року народження, все життя до виходу на пенсію пропрацювала в колгоспі «Червоний шлях» с. Вербовець, бригадиром у городній бригаді; померла у 1970 році.

## Принагідно
- Указ Президента України